# Mount Clare
Mount Clare és una població dels Estats Units a l'estat d'Illinois. Segons el cens del 2000 tenia 433 habitants.

## Demografia
Segons el cens del 2000, Mount Clare tenia 433 habitants, 135 habitatges, i 91 famílies. La densitat de població era de 110 habitants/km².
Dels 135 habitatges en un 27,4% hi vivien nens de menys de 18 anys, en un 46,7% hi vivien parelles casades, en un 17% dones solteres, i en un 31,9% no eren unitats familiars. En el 28,1% dels habitatges hi vivien persones soles el 18,5% de les quals corresponia a persones de 65 anys o més que vivien soles. El nombre mitjà de persones vivint en cada habitatge era de 2,39 i el nombre mitjà de persones que vivien en cada família era de 2,95.
Per edats la població es repartia de la següent manera: un 18,2% tenia menys de 18 anys, un 6% entre 18 i 24, un 17,1% entre 25 i 44, un 17,1% de 45 a 60 i un 41,6% 65 anys o més.
L'edat mediana era de 53 anys. Per cada 100 dones de 18 o més anys hi havia 55,9 homes.
La renda mediana per habitatge era de 37.000 $ i la renda mediana per família de 39.250 $. Els homes tenien una renda mediana de 26.875 $ mentre que les dones 27.188 $. La renda per capita de la població era de 13.451 $. Aproximadament el 3,2% de les famílies i el 6% de la població estaven per davall del llindar de pobresa.

## Poblacions properes
El següent diagrama mostra les poblacions més properes.